# Lasse Karlsson (scout)
Lars "Lasse" Karlsson, född 15 mars 1959, död 20 mars 2019, var en svensk scoutledare uppvuxen och bosatt i Örebro. Han har studerat vid Chalmers tekniska högskola. Lasse var scout sedan barnsben i Örebro scoutkår inom Nykterhetsrörelsens Scoutförbund (NSF).
Lasse Karlsson var medlem i NSFs styrelse som ledamot 1990, som vice ordförande 1991 till 1993 och som ordförande 1994 till 1999. Mellan 1993 och 1999 satt Lasse i Svenska Scoutrådets styrelse.
Lasse Karlsson var en av tre lägerchefer för World Scout Jamboree 2011, världens 22:a världsjamboree som ägde rum på Rinkaby skjutfält utanför Kristianstad den 27 juli–7 augusti 2011. Världsjamboreer har anordnats sedan 1920. Lägret var Sveriges största ungdomsarrangemang genom tiderna med 40 000 deltagare från 146 länder.
Lasse har tilldelats Gustaf Adolfs-märket svensk scoutings näst högsta utmärkelse. 
På NSFs årsmöte 2002 tilldelades Lasse svensk scoutings högsta utmärkelse Silvervargen. Lasse Karlssons silvervarg är nr 178 sedan man började dela ut Silvervargar 1920.